# 카후지늪땃쥐
카후지땃쥐(Crocidura stenocephala)는 땃쥐과에 속하는 포유류의 일종이다. 콩고민주공화국과 우간다에서 발견된다. 자연서식지는 습지이다. 서식지 감소로 멸종 위협을 받고 있다.